# Harpalus smaragdinus
Harpalus smaragdinus es una especie de escarabajo del género Harpalus, familia Carabidae. Fue descrita científicamente por Duftschmid en 1812.
Habita en Gran Bretaña, Dinamarca, Noruega, Suecia, Finlandia, Francia, Bélgica, Países Bajos, Alemania, Suiza, Austria, Chequia, Eslovaquia, Hungría, Polonia, Estonia, Letonia, Lituania, Bielorrusia, Ucrania, España, Italia, Eslovenia, Croacia, Bosnia y Herzegovina, Yugoslavia, Macedonia del norte, Albania, Grecia, Bulgaria, Rumania, Moldavia, Israel, Palestina, Turquía, Chipre, Irán, Georgia, Armenia, Azerbaiyán, Kazajistán, Uzbekistán, Turkmenistán, Kirguistán, Tayikistán, China, Rusia y Mongolia.
La cabeza de la especie es ancha en los ocelos a diferencia de las otras especies del género que la tienen muy atrás. Sus mandíbulas son más puntiagudas, con una pequeña hinchazón basal.